# Simo Frangén
Simo Juhani Frangén, smeknamn maisteri Frangén ("magistern Frangén") född 6 september 1963 i Gammelby i Ulvsby, är en finländsk komiker och programledare. Han har lett program som Maailman ympäri, SF-studio, Mieletön maailma och Keksijätehdas. Han ingår i musik- och humorgruppen Alivaltiosihteeri. I gruppen har han varit en basist.